# Валуйська (зупинний пункт)
Валу́йська — пасажирський залізничний зупинний пункт Лиманської дирекції Донецької залізниці.
Розташований у селі Валуйське, Щастинський район, Луганської області на лінії Іллєнко — Родакове між станціями Кіндрашівська (6 км) та Вільхова (2 км).
Через військову агресію Росії на сході України транспортне сполучення припинене.